# Metal de tranziție
Metalele de tranziție se deosebesc de celelalte metale prin faptul că au electronul distinctiv într-un orbital d, au confgurația (n-1)d1-10 ns 1-2 , în care n=4,5,6,7, și se găsesc în grupele secundare ale sistemului periodic.
Deoarece atomii elementelor din grupa a II-a (Zn, Cd, Hg) au totdeauna substratul (n-1) d ocupat cu 10 electroni, după unii autori aceste elemente n-ar mai trebui să fie considerate elemente tranziționale, spre deosebire de Cu, Ag și Au care prezintă stări de oxidare în care substratul (n-1)d rămâne cu 8 sau 9 electroni. Elementele tranziționale au un caracter mai slab, care scade odată cu creșterea numărului atomic în grupă. Ele reacționează cu valența de la 1+ până la n+, corespunzător numărului de grupă în sistemul periodic, sau chiar cu n+ mai mare decât numărul grupei, cum este cazul pentru elementele din grupa I-a secundară Cu, Ag, Au. Elementele tranziționale prezintă mai multe trepte de valență. Ionii cu valența inferioară manifestă caracter metalic specific subgrupelor. Ionii cu valența superioară formează anioni cu oxigenul, sulful sau halogenii, sau combinații covalente, lichide sau cristalizate cu rețele moleculare și ușor hidrolizate (TiCl3 solid violet, TiCl4 lichid incolor etc).
La ionii metalelor tranziționale, electronii pot să sară de pe stratul penultim cu un consum de energie moderat (de ordinul a 50 kcal/atom-gram) și frecvențele de absorbție corespunzătoare se plasează în vizibil. De aceea ionii metalelor tranziționale sunt în general colorați, după cum sunt în general și pragmatici. Metalele tranziționale formează multe combinații coordinative.
Lantanidele, Z=58…71 și actinidele, Z=90…103, sunt tot metale tranziționale și au configurația electronică (n-2)f1-14(n-1)d1 ns2, în care n=6 respectiv 7.
În general oxizii metalelor, în trepte de valență inferioară au caracter bazic (MnO, Mn(OH)2); în trepte de valență superioară, oxizii acestor metale sunt anhidride acide și cu apa formează acizi (CrO H2 CrO4 …). Oxizii unor metale, respectiv hidroxizii lor, au caracter amfoter: Al2O3 , ZnO, Cr2 O3…. Al(OH)3 , Zn(OH)2 …..
În general, sărurile metalelor tranziționale cu acizi slabi sunt greu solubile în apă și hidrolizează. Cele ce corespund acizilor tari sunt, cu puține excepții (AgCl, Hg2Cl2 , TlCl, PbCl2) ușor solubile în apă.
Metalele propriu-zise sunt metale ușoare (d<5), au caracterul cel mai electropozitiv dintre toate metalele și posedă cea mai mare afinitate pentru oxigen. De aceea, metalele ușoare numai cu greu pot fi puse în libertate din oxizii lor printr-un proces chimic. Pentru prepararea lor se întrebuințează în mod obișnuit electroliza.
Metalele tranziționale sunt metale grele (d>5), au un caracter electropozitiv cel mai slab și o mică afinitate pentru oxigen. Adesea se pot pune în libertate din oxizii lor, prin încălzirea cu cărbunele, atunci când nu se formează carburi. Oxizii metalelor "nobile" se descompun în metal liber și oxigen prin simpla încălzire.
Mercurul și cuprul se numesc și metale seminobile, deoarece în aer uscat nu se oxidează și suprafața lor rămâne mult timp strălucitoare; metalele nobile propriu-zise ca Au, Ag și Pt rămân întotdeauna strălucitoare, deoarece, practic, nu se unesc direct cu oxigenul.
Cuprul și mercurul încălzite în aer se oxidează destul de ușor. În aer umed se oxidează în timp, chiar și la temperatura ordinară. Oxidul de mercur cedează oxigenul prin încălzire. Oxidul de cupru se reduce foarte ușor cu hidrogen, oxid de carbon sau cu alcool etilic. Până în prezent sunt cunoscute 60 de metale tranziționale. Abundența lor în natură este însă mică - doar aprox. 5% din scoarța pământului este compusă din elemente tranziționale, fierul fiind singurul element tranzițional mai răspândit pe pământ. Majoritatea metalelor tranziționale au însă o abundență sub 0,01%, iar unele dintre ele formează rar zăcăminte, fiind dispersate relativ uniform în scoarța terestră.